# Arma Angelus
Arma Angelus était un groupe de Metalcore originaire de Chicago (États-Unis). Le groupe se sépara en 2002, mais son dernier concert se déroula en 2004. Les membres du groupe était Pete Wentz (chanteur), Tim McIlrath (bassiste), Jay Jancetic (guitariste), Daniel Binaei (guitariste), Adam Bishop (guitariste) et Timothy Miller (batteur).

## Discographie
- Things we Don't Like We Destroy (Compilation)(2002)
- Where Sleeplessness Is Rest From Nightmares (2001)
- The Grave End of the Shovel EP (2000)